# Аунтчайн, Хуан
Хуа́н Аунтча́йн (исп. Juan Antonio Ahuntchain Alles; род. 15 января 1952) — уругвайский футболист и футбольный тренер. Возглавлял сборную Уругвая в 1996—1997 годах.

## Биография

### Игровая карьера
Дед Хуана Аунтчайна был французским баском, который планировал переселиться в Буэнос-Айрес, но высадился на другом берегу Ла-Платы, в уругвайской Колонии. Из-за подверженности травмам Хуан довольно поздно начал профессиональную карьеру, дебютировав в Примере за «Феникс» в возрасте 23 лет в 1976 году. Аунтчайн был довольно техничным защитником, но не чурался и грубой игры.
В конце 1970-х перешёл в мексиканский «Монтеррей», а в 1980 году присоединился к бразильскому «Васко да Гаме». После успешного первого сезона за «адмиралов» во втором уругваец получил травму и в 1982 году вернулся на родину, став игроком «Мирамар Мисьонеса». Затем Хуан вернулся в «Феникс». В 1984—1985 годах выступал за столичный «Ливерпуль», а завершил карьеру в 1987 году в составе «Дефенсора», причём на победной ноте, поскольку в том сезоне «фиолетовые» во второй раз в своей истории стали чемпионами Уругвая.

### Тренерская карьера
По завершении игровой карьеры Аунтчайн стал тренировать третий состав «Дефенсора». В 1991 году возглавил основной состав клуба (на тот момент уже «Дефенсор Спортинга»), и сразу же оформил своеобразный «дубль», выиграв как чемпионат Уругвая, так и Лигилью. В первой половине 1990-х Аунтчайн сделал «Дефенсор» конкурентоспособным клубом, который регулярно выступал в розыгрыше Кубка Либертадорес и, более того, регулярно выводил «фиолетовых» в следующую стадию турнира. В 1994 году «Дефенсор Спортинг» лишь в серии пенальти уступил в 1/8 финала будущему победителю турнира аргентинскому «Велес Сарсфилду». В 1995 году выиграл с командой вторую Лигилью.
В конце 1996 года Хуан Аунтчайн был назначен на пост главного тренера сборной Уругвая. В новом качестве он дебютировал 15 декабря с домашней победы 2:0 над перуанцами в рамках квалификационного турнира к чемпионату мира во Франции. До июня 1997 года под его руководством сборная сыграла шесть матчей в квалификации, в которых по два раза выиграла, проиграла и сыграла вничью. На Кубке Америки «селесте» не сумела выйти из группы, по дополнительным показателям став худшей командой, занявшей третье место в группе. После неудачи в Боливии Аунтчайн ушёл с поста тренера сборной. В том же году он возглавил мексиканскую «Селаю», откуда был уволен в феврале 1998 года.
После возвращения в Уругвай Аунтчайн длительное время работал координатором всех возрастных составов «Дефенсор Спортинга». В 2013 году занял аналогичную должность в «Пеньяроле». В 2015—2016 годах совмещал эту должность с работой техническим директором. В декабре 2016 года покинул пост технического директора, но продолжил работать координатором молодёжных составов «Пеньяроля».

## Титулы
В качестве игрока
- Чемпион Уругвая (1): 1987

В качестве тренера
- Чемпион Уругвая (1): 1991
- Победитель Лигильи (2): 1991, 1995